# Takayuki Sugiyama
Takayuki Sugiyama (født 24. marts 1976) er en tidligere japansk fodboldspiller.
Han har spillet for flere forskellige klubber i sin karriere, herunder JEF United Ichihara.